# Zalánki Gergő
Zalánki Gergő (Eger, 1995. február 26. –) olimpiai bronzérmes, világ-, és Európa-bajnok magyar válogatott vízilabdázó.

## Sportpályafutása
2012-ben az U18-as világbajnokságon ezüstérmes volt. 2014-ben második volt az ifi Európa-bajnokságon. A 2015-ös U20-as világbajnokságon bronzérmet szerzett. Ugyanebben az évben tagja volt az universiade-győztes válogatottnak. 2015-ben a Grúzia elleni világliga mérkőzésen szerepelt először a válogatottban. 2016 májusában az OSC-be igazolt. 2019-től 2021-ig a Ferencváros játékosa volt, bajnoki címet és Bajnokok Ligáját nyert a csapattal. 2021 nyarán az olasz Pro Recco szerződtette. Az olasz csapattal 2022-ben és 2023-ban is Bajnokok Ligáját nyert.
2020-ban Európa-bajnok, 2021-ben olimpiai bronzérmes lett a válogatottal. 2023 nyarán a nemzeti csapat tagjaként világbajnokságot nyert Fukuokában, és őt választották meg a torna legértékesebb játékosának (MVP).
2024 augusztusában távozott a nehéz anyag helyzetbe jutott, így a Bajnokok Ligájában sem induló Pro Reccótól.

## Eredményei
- Magyar bajnokság
  - aranyérmes: 2014
  - ezüstérmes: 2016, 2018
  - bronzérmes: 2015, 2017, 2019, 2021
- Olasz bajnokság
  - aranyérmes: 2022, 2023
- Görög bajnokság
  - Aranyérmes: 2025
- Görög kupa
  - győztes: 2025
- Európa-bajnokság
  - győztes (1) 2020
  - második (1) 2022
- LEN-bajnokok ligája
  - győztes (2): 2022, 2023
  - döntős: 2024
- LEN-szuperkupa
  - győztes (5): 2017, 2019,[15] 2021, 2022, 2023

## Díjai, elismerései
- Magyar Arany Érdemkereszt (2021)[16]
- Az év magyar vízilabdázója (2023)[17]
- Az év vízilabdázója (World Aquatics) (2023)[18]
- Az év európai vízilabdázója (LEN) (2023)[19]